# Taeniura
A Taeniura a porcos halak (Chondrichthyes) osztályának sasrájaalakúak (Myliobatiformes) rendjébe, ezen belül a tüskésrájafélék (Dasyatidae) családjába tartozó nem.

## Tudnivalók
A Taeniura porcoshal-nem különböző fajai mindhárom főbb óceánban megtalálhatók. Az úszófesztávolságuk fajtól függően 22-250 centiméter között van.

## Rendszerezés
A nembe az alábbi 3 élő faj tartozik:
- Taeniura grabata (Geoffroy Saint-Hilaire, 1817)
- Taeniura lessoni Last, White & Naylor, 2016
- kékpettyes tüskésrája (Taeniura lymma) (Forsskål, 1775) - típusfaj